# Rickard Åkerman
Rickard Åkerman (* 22. Juni 1991 in Eskilstuna, Schweden) ist ein ehemaliger schwedischer Handballspieler.

## Karriere
Åkerman begann das Handballspielen in seiner Geburtsstadt bei HK Eskil. Bis zu seinem 15. Lebensjahr spielte er zusätzlich Fußball. Mit 16 Jahren lief der Linkshänder erstmals für die Herrenmannschaft von HK Eskil auf. Ab der Saison 2010/11 lief der Rückraumspieler für Eskilstuna Guif auf, mit dem er in der Elitserien antrat. Weiterhin nahm er mit Eskilstuna Guif in der Saison 2010/11 am EHF Challenge Cup sowie in den Spielzeiten 2011/12, 2012/13 und 2014/15 am EHF-Pokal teil. Im Sommer 2015 wechselte der gelernte Tischler zum deutschen Zweitligisten VfL Bad Schwartau (seit 2017 VfL Lübeck-Schwartau). Åkerman lief ab der Saison 2018/19 wieder für Eskilstuna Guif auf. Im Sommer 2021 wechselte er zum schwedischen Zweitligisten Skånela IF. Dort beendete Åkerman nach der Saison 2021/22 seine Karriere.
Åkerman gehörte dem Kader der schwedischen Junioren-Nationalmannschaft an, für die er jedoch kein Länderspiel bestritt.